# Presidents' Trophy

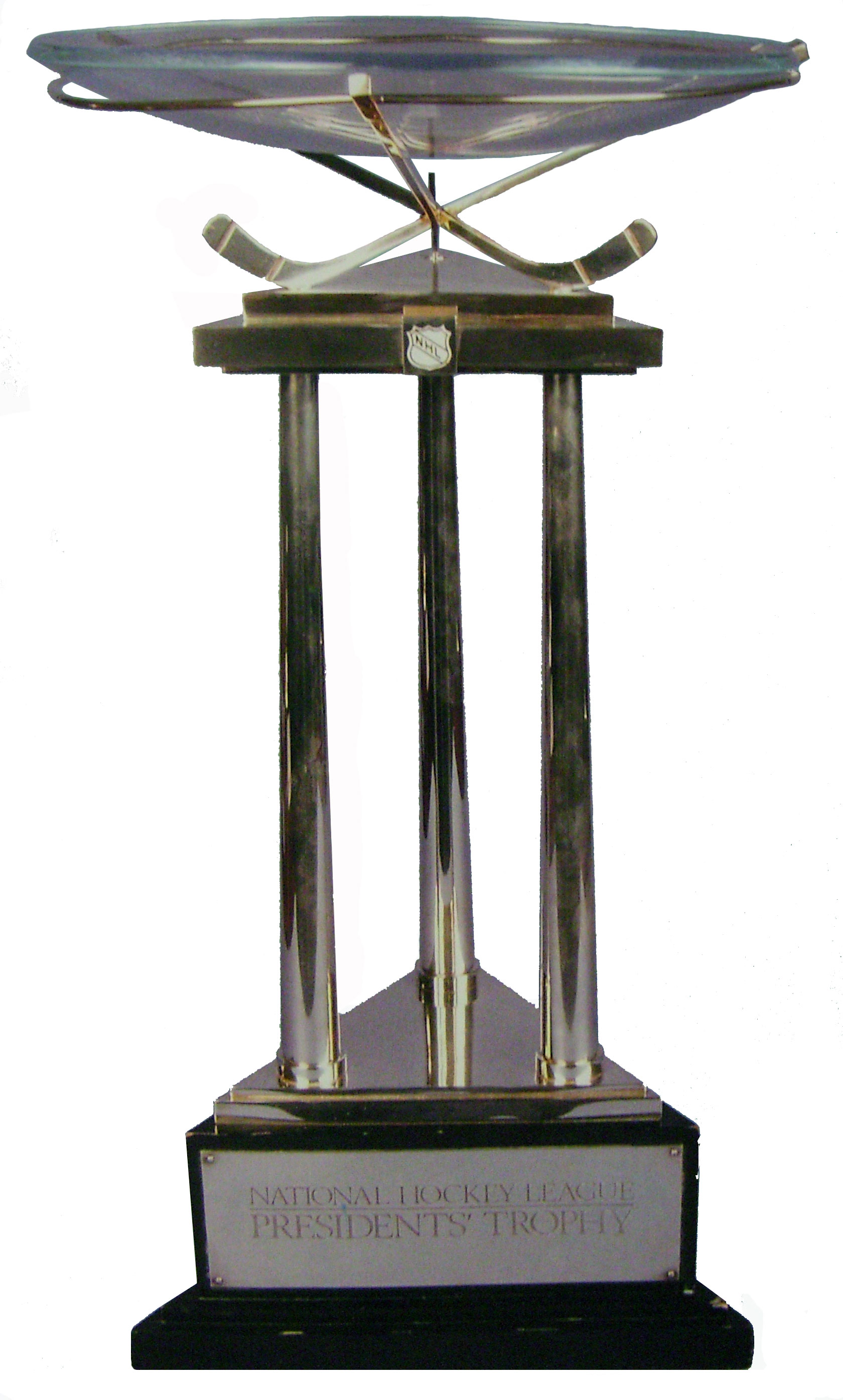
Presidents' Trophy

De Presidents' Trophy is een prijs van de National Hockey League die wordt uitgereikt aan het team dat de reguliere competitie als eerste eindigde. Het team dat na 82 wedstrijden de meeste punten heeft behaald, kan dus de bokaal ophalen. Dat wil nog niet betekenen dat het team de competitie gewonnen heeft, om de Stanley Cup te ontvangen moet je eerst de play-offs die op de reguliere competitie volgen winnen. Wel heeft de winnaar van de Presidents' Trophy een voordeel, aangezien dit team in de play-offs altijd tegen het laagst gekwalificeerde team zal spelen.
De Presidents' Trophy wordt uitgereikt vanaf het seizoen 1985-86 en de Detroit Red Wings zijn de recordhouder met 6 gewonnen trophy's. Voordat de beker werd uitgereikt, kreeg de winnaar van de reguliere competitie een vaandel die in het stadion opgehangen kon worden. Nog daarvoor kreeg het winnende team de Prince of Wales Trophy. De Presidents' Trophy is na de Stanley Cup de meest prestigieuze teamprijs in het clubijshockey.

## Winnaars
| Seizoen | Winnaar                      | Aantal punten  | # Gewonnen |
| ------- | ---------------------------- | -------------- | ---------- |
| 2017-18 | Nashville Predators          | 117            | 1          |
| 2016-17 | Washington Capitals          | 118            | 3          |
| 2015-16 | Washington Capitals          | 120            | 2          |
| 2014-15 | New York Rangers             | 113            | 3          |
| 2013-14 | Boston Bruins                | 117            | 2          |
| 2012-13 | Chicago Blackhawks           | 77 (48 wedstr) | 2          |
| 2011-12 | Vancouver Canucks            | 111            | 2          |
| 2010-11 | Vancouver Canucks            | 117            | 1          |
| 2009-10 | Washington Capitals          | 121            | 1          |
| 2008-09 | San Jose Sharks              | 117            | 1          |
| 2007-08 | Detroit Red Wings            | 115            | 6          |
| 2006-07 | Buffalo Sabres               | 113            | 1          |
| 2005-06 | Detroit Red Wings            | 124            | 5          |
| 2004-05 | Geen winnaar door de staking |                |            |
| 2003-04 | Detroit Red Wings            | 109            | 4          |
| 2002-03 | Ottawa Senators              | 113            | 1          |
| 2001-02 | Detroit Red Wings            | 116            | 3          |
| 2000-01 | Colorado Avalanche           | 119            | 2          |
| 1999-00 | St. Louis Blues              | 114            | 1          |
| 1998-99 | Dallas Stars                 | 114            | 2          |
| 1997-98 | Dallas Stars                 | 109            | 1          |
| 1996-97 | Colorado Avalanche           | 107            | 1          |
| 1995-96 | Detroit Red Wings            | 131            | 2          |
| 1994-95 | Detroit Red Wings            | 70 (48 wedstr) | 1          |
| 1993-94 | New York Rangers             | 112            | 2          |
| 1992-93 | Pittsburgh Penguins          | 119            | 1          |
| 1991-92 | New York Rangers             | 105            | 1          |
| 1990-91 | Chicago Blackhawks           | 106            | 1          |
| 1989-90 | Boston Bruins                | 101            | 1          |
| 1988-89 | Calgary Flames               | 117            | 2          |
| 1987-88 | Calgary Flames               | 105            | 1          |
| 1986-87 | Edmonton Oilers              | 106            | 2          |
| 1985-86 | Edmonton Oilers              | 119            | 1          |

## Teams die zowel de Presidents Trophy als de Stanley Cup wonnen
- 2012-13 - Chicago Blackhawks
- 2007-08 - Detroit Red Wings
- 2001-02 - Detroit Red Wings
- 2000-01 - Colorado Avalanche
- 1998-99 - Dallas Stars
- 1993-94 - New York Rangers
- 1988-89 - Calgary Flames
- 1986-87 - Edmonton Oilers

Eastern Conference
Western Conference
Stanley Cup · Clarence S. Campbell Bowl · Prince of Wales Trophy · Presidents' Trophy · Hart Memorial Trophy · Lester B. Pearson Award · Conn Smythe Trophy · Art Ross Memorial Trophy · Maurice Richard Trophy · Calder Memorial Trophy · James Norris Memorial Trophy · Frank J. Selke Trophy · NHL plus/minus Award · Bill Masterton Memorial Trophy · Lady Byng Memorial Trophy · King Clancy Memorial Trophy · Mark Messier Leadership Award · Vezina Trophy · Roger Crozier Saving Grace Award · William M. Jennings Trophy · Jack Adams Award · Lester Patrick Trophy